# 国鉄30系電車
国鉄30系電車（こくてつ30けいでんしゃ）は、1926年（大正15年）から1928年（昭和3年）にかけて日本国有鉄道の前身である鉄道省が製造した、車体長17m級3扉ロングシートの旧形電車を便宜的に総称したもので、鉄道省が製造した最初の鋼製電車である。
具体的には、三等制御電動車のモハ30形（30001 - 30205）、二等付随車のサロ35形（35001 - 35008）、三等付随車のサハ36形（36001 - 36045）の3形式258両を指す。製造当初は、それぞれデハ73200形、サロ73100形、サハ73500形と称したが、1928年10月に施行された車両形式称号規程改正により、上記の形式に改められた。

## 製造経緯
1923年（大正12年）の関東大震災以降、東京周辺の省電運転線区では輸送力の増強のため車体を大型化したデハ63100系電車が量産され、電車による長編成化と高速化が実施されていた。しかし、従来からの木製車体は、一般客車に比べて側面の開口部が多いうえ、換気の関係で強度上有利な上昇窓が採用できず、扉のある中央付近に乗客の荷重がかかるため構造的に脆弱で、加減速にともなう車体の歪みがひどく、また一たび事故となれば、木製車体は容易に粉砕され、事故の規模を大きくしていた。さらに、震災後の復興にともない木材価格が高騰し、良質な材料が入手困難になっていた。そこで、鉄道省は客車に先んじて木製車体の電車の新製を中止し、鋼製車体に切り替えることとした。これにより、1926年から新製されたのが本系列である。

## 構造
鋼製化された車体に合わせ、機器も性能は大差ないものの刷新され、標準化が進められた。

### 車体
従来の木製車は、鋼製の台枠の上に単に車体を載せただけのもので、台枠中央部の垂下は、床下に設けられたトラス棒に取り付けたターンバックルを伸縮することによって防いでいた。しかし、長さや幅の増大によりこのトラス棒式台枠では、車体の重量を支えることが困難になってきており、さらに、連結器が自動連結器に交換されたことにより、台枠中央部の負担力を増す必要が生じたため、本系列では台枠を構成する鋼材の中央部分の幅を増した魚腹型台枠（UF20形）が採用された。
その上に、車体外皮と骨組みを鋼製として、リベットで組立てた。窓の上下には補強用の帯（ウィンドウシル・ヘッダー）が巡らされている。側面の窓は、立客へのサービス改善のため天地方向を広げた二段窓となり、上昇式となった。従来の日除け鎧戸も廃されて、巻き上げ式のカーテンに変更された。
三等車の座席はロングシートで、背ずりをS字形の曲面とした短冊張りとし、座布団は緑色の布地張りとしている。
屋根の構造は、従来どおり明かり取り窓が側面に設けられた木造二重屋根（ダブルルーフ、あるいはレイルロード・ルーフとも呼ばれる）構造であるが、車体幅を最大限に広げたことから車両限界に抵触するため、雨樋は設けられず、扉の上部に水切りが設けられたのみであった（1929年の建築規程改正により、鋼製車にも取付けられるようになった）。通風の改善のため屋根上の通風器も従来の片側4個を6個に増強されている。

### 主電動機
主電動機はMT15形（端子電圧675V時1時間定格出力100kW、定格回転数653rpm）が鉄道省と製造各メーカーの共同設計により、新規開発の上で採用された。
これは前世代のモハ10形用として各メーカーの競作となった、MT7（日立製作所）・MT9（芝浦製作所）・MT10（東洋電機製造）・MT12（メトロポリタン・ヴィッカース）・MT13（三菱電機）・MT14（奥村製作所）の各電動機の使用実績と、その保守部品管理の煩雑さから標準化を求められて開発されたものである。性能的にはそれらとほぼ同一仕様であったが、使用実績が良好で大量購入された日立のMT7を基本として、他社製機種の利点を盛り込む形で設計されており、将来の地方線区への転用を睨んで勾配線での連続使用に耐えられるよう、熱容量を大きくとってあった。また、フレームも強度重視の頑丈な構造で、重量と容積が大きく、定格回転数も当時としてはやや低めに抑えられているが、信頼性と汎用性が高く、性能に余裕があることが最大の特徴であった。
このMT15はその後標準電動機として長く量産され、1930年（昭和5年）の横須賀線向けモハ32形で高速運転対策として弱め界磁が付加されてMT15Aへ、さらに使用実績に基づく改良によりMT15がMT15Bへ、MT15AがMT15Cへ進化し、この内のMT15Cは20m級車である40系にも採用され、これらに続いて京阪神地区電化用として新設計された42系でも弱め界磁率を70%から58%に強化したことに伴って改良されたMT15D（1933年）が採用され、これがMT15としての最終モデルとなった。

### 制御器
制御器は電磁空気カム軸式のCS5形である。在来木造電車に搭載されてきた、ゼネラル・エレクトリック(GE)社製電空カム軸式「PC制御器」のライセンス生産品・芝浦製作所RPC-101（省形式CS1）の改良による上位互換型であった。主幹制御器はGE社製C36形マスターコントローラの改良国産化品であるMC1形が、在来木造車から引き続いて搭載された。

### ブレーキ
ブレーキはM三動弁を使用するM自動空気ブレーキで、当時の標準品であったGE社製J三動弁を使用するAVR自動空気ブレーキと互換性があるが、こちらはオリジナルは自動空気ブレーキの開発元であるアメリカ・ウェスティングハウス・エアブレーキ社（WH社、あるいはWABCO）製品で、後には三菱造船・日本エヤーブレーキ（現・ナブテスコ）の2社の手で国産化されたものが使用された。

## 基本形式
本系列で実際に製造されたのは、デハ73200形、サロ73100形、サハ73500形の3形式であったが、三等郵便荷物合造車（デハユニ73800形）、三等荷物合造車（デハニ73850形）も計画されていた。これは、京浜線や山手線では当時はまだ客荷分離がされていなかったためであるが、結局製造はされなかった。
本系列は全車が京浜線に投入されたが、一部は1928年から中央線や山手線に転出している。1928年度製造車は中央線国分寺 - 立川間の電化開業用名義であったが、実際は京浜線に投入され、そこからの捻出車が中央線用に転じている。

### モハ30形
本系列の基幹となる制御電動車で、1928年までの3年間に205両が製造された。前述のように落成時の形式はデハ73200形で、1928年の改番により、モハ30形となった。側面窓配置はd1D22D22D2である。
本系列では唯一の運転台付きの形式で、前面を非貫通としたことから運転台の機器配置が余裕のあるものとなっている。1927年度製は、座席の背ずり形状を垂直に近い曲面に変更し、運転室扉の幅を10mm縮めて540mmとしている。また、ドアエンジンが全面的に採用されたのが最大の特徴となっている（1926年度製にも同年度から取付け）。
1928年度製は、台車を従来の球山形鋼組み立て式のTR14（後のDT10）から鋼棒組み立て式のボールドウィン形TR22（後のDT11）に改め、自重が約3t増加した。また、車内の電灯は、従来天井中央部に1列6個（LP8）のみであったが、出入口付近3か所を大型のグローブ灯（LP9）とし、座席部の照度を上げるため、座席上部のモニター欄間窓の柱からブラケット状に小型クローブ灯（LP23）を片側3か所に吊す構造としている。
本形式の年次ごとの製造状況は次のとおりで、奇数番号車は上り向き、偶数番号車は下り向きである。
- 1926年度（80両）
  - 川崎造船所（23両） : 73200 - 73222 → 30001 - 30022, 30024
  - 日本車輌製造（32両） : 73223 - 73254 → 30023, 30025 - 30054, 30056
  - 田中車輛（15両） : 73255 - 73269 → 30055, 30057 - 30070
  - 汽車製造東京支店（10両） : 73270 - 73279 → 30071 - 30080
- 1927年度（70両）
  - 日本車輛（25両） : 73280 - 73304 → 30081 - 30104, 30106
  - 川崎造船（25両） : 73305 - 73329 → 30105, 30107 - 30130
  - 田中車輛（10両） : 73330 - 73339 → 30131 - 30140
  - 汽車支店（10両） : 73340 - 73349 → 30141 - 30150
- 1928年度（55両）
  - 川崎車輛（21両） : 30151 - 30171
  - 日本車輛（22両） : 30172 - 30193
  - 汽車支店（12両） : 30194 - 30205

1928年の改番にあたっては、番号の奇数偶数は固定したまま1から始めることとしたため、番号の入れ替わりが生じている。具体的には、73200, 73201, 73202, 73203… → 30002, 30001, 30004, 30003…といった具合である。

### サロ35形
二等付随車で、1926年度および1928年度に計8両が製造された。1928年改番以前の形式はサロ73100形と称した。二等車であるため片側2扉で、車端部と戸袋部がロングシートである以外は、ボックスシートとなっており、天井には他に例のない優雅な装飾が施されていた。窓配置は、2D22222D2である。本形式の年次ごとの製造状況は次のとおり。1928年度製造車については、台車が球山形鋼組み立てのTR11から棒鋼組み立て式のTR21に変更されている。
- 1926年度（4両）
  - 川崎造船（2両） : 73100, 73101 → 35001, 25002
  - 日本車輌（2両） : 73102, 73103 → 35003, 25004
- 1928年度（4両）
  - 日本車輌（4両） : 35005 - 35008

### サハ36形
三等付随車で、1926年度および1927年度に45両が製造された。1928年改番以前の形式はサハ73500形と称した。形態的には、モハ30形から運転台を廃した構造で、窓配置は2D22D22D2 である。1929年、京浜線の木造二等車が休車となった際、36041 - 36045が代用二等車として、1931年（昭和6年）にサロ37形が落成するまで使用された。本形式の年次ごとの製造状況は次のとおり。
- 1926年度（25両）
  - 川崎造船（10両） : 73500 - 73509 → 36001 - 36010
  - 日本車輌（10両） : 73510 - 73519 → 36011 - 36020
  - 汽車支店（5両）　: 73520 - 73524 → 36021 - 36025
- 1927年度（20両）
  - 日本車輌（10両） : 73525 - 73534 → 36026 - 36035
  - 川崎造船（10両） : 73535 - 73544 → 36036 - 36045

## 戦前の改造

### モハユニ30形
1930年（昭和5年）の横須賀線での電車運転開始にあたり、専用車の32系電車の完成が間に合わなかったため、本系列も暫定的に貸し出しのうえ、横須賀線で使用された。しかし、この時点では三等郵便荷物合造車の新製が行われなかったため、偶数向きモハ30形5両（30196, 30198, 30200, 30202, 30204）に、暫定的な仕切り壁（当初はカーテン）を設置し、三等郵便荷物合造車として使用したものである。形式番号はそのままだったが、記号はモハユニに変更された。座席を撤去して運転室直後を郵便室、その後位（中央部）を荷物室としたため、定員は54人となった。
1935年（昭和10年）、横須賀線用にモハユニ44形が登場すると翌年にかけて総武線に転属したが、すぐに郵便荷物扱い設備を撤去したのは30196, 30198の2両のみで、残りの3両はクハニ28形の増援用として使用された。1941年（昭和16年）4月には、30202, 30204がクハニ67形の転入によってモハに復したが、30200は1945年（昭和20年）5月までモハユニとして使用された。

### 特別修繕工事
新製後10年を目途として行なわれた更新修繕工事で、1936年（昭和11年）から1942年（昭和17年）にかけて実施された。
30系はもともと連結面妻部に窓は設置されていなかったが、夏季の換気対策として1934年（昭和9年）度からモハ30形、サハ36形の貫通路の両側に開閉可能な窓を設置する改造が行なわれ、1936年からは特別修繕と併施された。改造は1926年度、1927年度製の大半に行なわれたが、戦時体制に突入したことにより、1928年度製にはほとんど行なわれないまま、80両への実施をもって中止された。
1937年（昭和12年）には、夏季の運転室の通風対策として、2両（30013, 30144）が助士席側の前面窓を、試験的に開閉可能に改造している。

### オリンピック試験塗装
1940年（昭和15年）に、皇紀2600年を記念して開催される予定だった東京オリンピックに協賛して、省電に特別塗装を施すことになった。試験塗装車は1937年9月からA案、B案の2種が登場したが、本系列に実施されたのは、ウィンドウシルから上部をクリーム色、車体下部をえび茶色にしたB案で、下記の7両である。
30069 - 36024 - (56004) - 36025 - 30070（東神奈川電車区）
30109 - 36043 - 30108（下十条電車区）

### サロ35形の格下げ
1937年に日中戦争が勃発し戦時体制となったことから、1938年（昭和13年）10月31日限りで、省電は関西急電と横須賀線を除いて二等車の連結が中止された。本系列に属するサロ35形は中央線（翌1939年には常磐線）へ転属の上、車内設備はそのままで三等車代用として使用されたが、1941年には車体中央部に扉を増設し、3扉ロングシート化のうえサハ36形に編入されることとなった。改造は同年12月から翌年12月にかけて大井工場で行なわれ、番号順に36046 - 36053に改番された。
元が二等車であることから、オリジナルのサハ36形とは微妙に窓配置の寸法が異なっており、両端部のドアの戸袋の向きが、オリジナル車が車端側であるのに対し、サロ35形格下げ車は中央側であるのが異なっていた。特徴であった天井の装飾は、改造後もそのまま残されていた。

## 戦後の状況
太平洋戦争中の酷使により鉄道車両の多くは荒廃し、米軍の空襲により多くの車両が焼失した。終戦後は旅行の制限がなくなったことにより、さらに混雑が激化し、車両の荒廃も加速度的に進んでいった。製造年次の古い本系列は、不可動車への電装品の供出元となり、多くが電装解除された。戦後の混乱も沈静化した1949年（昭和24年）から1952年（昭和27年）にかけて、更新修繕Iが行なわれ、戦前同様の状態に復していった。

### 戦災廃車
東京で使用された本系列は、太平洋戦争末期の米軍による空襲により、多数が被災し廃車された。その数は実にモハ30形39両、サハ36形21両の計60両におよび、製造総数の4分の1弱にあたる。特に1945年4月13日の池袋電車区、4月15日の蒲田電車区の焼失は夜間であったため被害が大きく、5月25日の空襲でも運行中の列車が被災した。これらのほか、1934年に1両（30043）が衝突事故により、1945年に1両（30057）、翌年3月にも1両（30036）が架線事故により廃車となっている。これらは、オハ70形客車として復旧されたほか、多くが私鉄に払下げられた。中には被害の程度が大きかったため、被災前の車号が判別できず、譲渡の際に焼け残った車体や台枠に適当に番号を振ったため、同一の車両が帳簿上2社に譲渡されている例が見られる。
戦災および同時期の事故により廃車になった車両と、その後の処遇について次に掲げる。
- モハ30形（戦災39両+事故2両）
  - 30015 - 京成電鉄クハ2014 → 新京成電鉄サハ2014
  - 30017 - オハ70 70 → スニ73 22
  - 30019 - 西武鉄道クハ1328 → クハ1324 → クハ1334 → クハ1304 → クハ1252 → モハ254 →クハ1304（1970年廃車）
  - 30021 - 東京急行電鉄デハ3611 → 定山渓鉄道モハ2203（1969年廃車）／東武鉄道クハ450 → クハ3671 → クハ3429
※ 帳簿上、東急と東武に譲渡されたことになっており、いずれが正しいか判定しがたい。
  - 30022 - 東芝府中工場倉庫
  - 30025 - 東京急行電鉄クハ3672 → 弘南鉄道クハ3672
  - 30030 - オハ70 101 → スニ73 24 → オエ70 6
  - 30031 - 駿豆鉄道モハ57
  - 30033 - 西武鉄道クハ1327 → クハ1323 → クハ1333 → クハ1303 → モハ253 → クハ1253 → モハ253 → クハ1303（1968年廃車）
  - 30035 - 東京急行電鉄クハ3673
  - 30036（事故） - 東京急行電鉄デハ3602 → 弘南鉄道デハ3602
  - 30037 - 東京急行電鉄デハ3612 → 弘南鉄道デハ3612／西武鉄道クハ1329 → クハ1325 → クハ1331 → クハ1301 → モハ251 → クハ1301（1967年廃車）
※ この車も帳簿上、東急、西武の両社に譲渡されたことになっている。
  - 30041 - オハ70 95 → スニ75 94 → スニ75 2094
  - 30042
  - 30045 - 東京急行電鉄クハ3674
  - 30046 - 西武鉄道クハ1326 → クハ1322 → クハ1332 → クハ1302 → モハ252 → クハ1302（1968年廃車）
  - 30051 - 駿豆鉄道モハ56
  - 30057（事故） - 駿豆鉄道モハ58（1979年廃車）
  - 30064 - オハ70 73 → スニ73 29 → オエ70 37
  - 30065
  - 30067 - 小田急電鉄デハ1701
  - 30069 - オハ70 105 → スニ73 32
  - 30071 - オハ70 87 → スニ73 33 → オエ70 46
  - 30079 - オハ70 71 → スニ73 23 → オエ70 63
  - 30083
  - 30084
  - 30093 - 相模鉄道モハ1301 → モハ2004（1973年廃車）
  - 30094 - 相模鉄道モハ1302 → モハ2005 → モニ2005
  - 30096 - オハ70 83 → スニ73 5 → オエ70 11
  - 30097 - オハ70 94 → スニ75 93
  - 30108 - 茨城交通（未入籍） → 東京急行電鉄デハ3607
  - 30116
  - 30157 - 東芝府中工場
  - 30161 - 京成電鉄クハ2015 → 新京成電鉄サハ2015
  - 30165 - 西武鉄道クハ1330 → クハ1326 → クハ1336 → モハ332（1973年廃車）
  - 30167 - 帳簿上、西武鉄道に譲渡されたことになっているが、西武の台帳には記載がない。
  - 30171 - 東芝府中工場
  - 30175 - 東京急行電鉄デハ3608／京成電鉄クハ2017 → 新京成電鉄サハ1111
※ この車は帳簿上、東急、京成両社に譲渡されたことになっており、いずれが正しいか判定ができない。
  - 30182
  - 30184 - オハ70 103 → スニ73 30
  - 30201 - 東芝府中工場
- サハ36形（戦災21両+事故1両）
  - 36003 - 小田急電鉄サハ1953 → クハ1956
  - 36005 - オハ70 35 → スニ73 26
  - 36006 - オハ70 32 → スニ73 13 → オエ70 47
  - 36007 - オハ70 36 → スニ73 1
  - 36008
  - 36009 - 新津機関区倉庫
  - 36010
  - 36012 - オハ70 96 → スニ75 102
  - 36014 - オハ70 53 → スニ75 101 → オエ70 52
  - 36015 - オハ70 34 → スニ73 15
  - 36017 - オハ70 37 → スニ73 2 → オエ70 20
  - 36018 - 常総筑波鉄道ホハ802 → オハ106
  - 36019
  - 36020 - オハ70 33 → スニ73 14 → オエ70 58
  - 36021 - オハ70 97 → スニ75 100 → スニ75 2100
  - 36024 - 東京急行電鉄クハ3774 → 弘南鉄道クハ3774
  - 36026 - オハ70 99 → スニ75 99
  - 36045
  - 36050(35005) - オハ70 102 → スニ73 4 → オエ70 23
  - 36051(35006)
  - 36052(35007)（事故） - 東京急行電鉄クハ3775 → 弘南鉄道クハ3775
  - 36053(35008)

### 戦災サハ36形の復旧
1945年（昭和20年）8月および10月に、戦災車の部品を回収運搬するための車両として、これも同じく戦災により半焼していたサハ36形3両（36042, 36048, 36049）の窓から上部を撤去し、無蓋車とした。この改造による改番は行なわれなかったが、記号はヤサハ（ヤは左上に小書き）に改められた。
1947年（昭和22年）には、部品の回収も終了したため配給用に転用されたが、戦災復旧車ゆえ積載量があまり多くなく、無蓋貨車のトキ10形が代わりに使われることが多かったようである。1953年6月の改番ではサル9400形（9400 - 9402）、1959年6月の改番では残存していた9401と9402がサル28形（28000, 28001）とされることとなったが、現車は車番の書き換えを行なうことなく、直後の7月に廃車となった。

### モハ30形の電装解除
省電は、戦中戦後の酷使により荒廃し、多くの不可動車を出していたが、1947年8月から1949年（昭和24年）12月にかけて、モハ30形およびモハ31形の一部を電装解除して制御車とするとともに、使用可能な電気部品を大型車の修繕用に振り向けることとした。モハ30形については、61両について電装解除が計画されたが、最終的に施行されたのは59両で、国鉄直営工場や電車区ばかりでなく、小糸製作所や日国工業、東京電機、京成習志野工場、汽車製造東京支店、東急車輛製造横浜製作所といった民間工場でも委託施行された。
電装解除された車両は、形式番号を変更しないまま、記号を「クモハ」（クは左上に小書き）としていたが、モハ30形の制御車代用では運用上好ましくないことから、1949年10月、正式にクハ38形へ編入し、38050 - 38120（欠番あり）に改番された。当初に計画された改番計画（10月18日付け東作客第463号）は、車両の向きを考慮せず、単純に番号の若い順に連番を振っており、運用上支障があることから、10月26日付け東作客第477号で、車両の向きと番号の奇数偶数を合わせるように変更され、一部に種車の振替えも生じている。番号の新旧対照（変更後）は、次のとおりである。計画のみで電装解除されなかった車は（括弧書き）で示す。
- 30002 → 38050
- 30001 → 38051
- 30006 → 38052
- 30005 → 38053
- 30008 → 38054
- 30007 → 38055
- 30016 → 38056
- 30009 → 38057
- 30024 → 38058
- 30011 → 38059
- 30028 → 38060
- 30121 → 38061
- 30034 → 38062
- 30023 → 38063
- 30044 → 38064

- 30053 → 38065
- 30052 → 38066
- 30061 → 38067
- （30056 → 38068）
- 30063 → 38069
- 30066 → 38070
- 30077 → 38071
- 30070 → 38072
- 30095 → 38073
- 30076 → 38074
- 30107 → 38075
- 30090 → 38076
- 30111 → 38077
- 30092 → 38078
- 30129 → 38079

- 30106 → 38080
- 30137 → 38081
- 30110 → 38082
- 30141 → 38083
- 30130 → 38084
- 30151 → 38085
- 30114 → 38086
- 30163 → 38087
- 30118 → 38088
- 30179 → 38089
- 30124 → 38090
- 30181 → 38091
- 30126 → 38092
- 30187 → 38093
- （30184 → 38094）

- 30191 → 38095
- 30136 → 38096
- 30193 → 38097
- 30140 → 38098
- 30205 → 38099
- 30142 → 38100
- 30152 → 38102
- 30154 → 38104
- 30162 → 38106
- 30166 → 38108
- 30168 → 38110
- 30172 → 38112
- 30178 → 38114
- 30180 → 38116
- 30196 → 38118
- 30198 → 38120

### 山手線の緑色化
戦後、山手線と京浜線で使用されている電車を色分けしようという計画が実施されることになった。これは、当時山手線と京浜線は田端 - 田町間で線路を共用しており、乗客の誤乗が絶えなかったためである。まず、「色見本電車」が公開され、その中のE案を採用することとして、山手線用を緑色に塗装変更することとされた。
1948年4月に30123が緑色で出場し、翌1949年末までに約9割の車両に施行されたが、田端 - 田町間を複々線化して山手線と京浜線を分離することとなり、塗り替えは1950年に中止された。

### 長距離用への改造
1950年（昭和25年）から1951年（昭和26年）にかけて、静岡鉄道管理局に転属し飯田線や身延線で使用されていたモハ30形2両およびクハ38形4両について、中央扉を埋め、座席をボックスシートに変更する改造が行なわれた。これにより、モハ30形はモハ62形に、クハ38形はクハ77形に改められた。番号の新旧対照は次のとおりである。
30073, 30074 → 62011, 62012
38075, 38057, 38058, 38059 → 77011, 77017, 77018, 77019
電動車については、1953年改番後の1954年（昭和29年）に2両が追加改造されている。番号の新旧対照は次のとおりである。
11078, 11019 → 14114, 14116

### クハ47形への改造
1950年に架線事故により身延線で焼失した30173を、1952年（昭和27年）に豊川分工場で車体長20m級2扉クロスシート制御車のクハ47形（47023）として復旧したものである。復旧名義とはいっても、台枠を含めた車体は完全な新製で、台車も別の車両からの流用品であり、実質は車籍流用による新製である。詳細は、国鉄32系電車#モハ30改造クハ47023を参照されたい。

### 中央東線乗入れ用改造車
中央線浅川（現在の高尾）以西への省電の乗り入れは、戦前から行なわれており、太平洋戦争の勃発によって中断したものの、1948年7月に臨時列車で復活し、翌1949年6月からは正式に乗入れが再開された。この区間は、断面の小さいトンネルをそのままにして電化を実施したため、架線高さの低い区間があり、電車の通過の際にパンタグラフが折り畳まれてしまう可能性があったが、特にそれに対応する改造は行なわれず、配置車の中から、車輪のタイヤがすり減って薄くなっているものを選んで使用されていた。
しかし、それでは運用上煩雑となることから、同区間の専用車両として屋根高さを低く改造したものを、1951年（昭和26年）から7月から9月にかけて、本系列の改造により製作することとした。改造は種車の更新修繕Iの施行と同時に行なわれ、従来からの二重屋根は単純な丸屋根に変更され、通風器はグローブ形に交換、屋根高さは3635mmとなった。同時に妻面は切妻とされている。この形態は、後年、更新修繕IIの実施と同時に施行された本系列の丸屋根化の原形となったが、この時の改造車は、細部の仕様や寸法が微妙に異なっていた。
この改造を実施されたのは、モハ30形7両とクハ38形（50番台）7両の計14両であったが、モハ30形のうち6両は運転台を撤去して中間電動車とされている。改造竣工時は、原番のままであったが、1952年（昭和27年）1月にモハ30形は改番を実施され制御電動車は300番台、中間電動車は500番台とされた。番号の新旧対照（モハ30形）および対象車（クハ38形）は次のとおりである。
30080 → 30300
30050, 30149, 30138, 30188, 30190, 30200 → 30500, 30501, 30502, 30504, 30506, 30508
38070, 38071, 38078, 38080, 38089, 38095, 38118
これらは三鷹電車区に配置され、1951年9月から営業運転に使用されたが、パンタグラフと架線の絶縁距離をさらに大きく取って、保安度の向上を図ることになり、さらに屋根を低くしたモハ70形800番台（モハ71形）が1952年4月から投入され、本グループは投入からわずか1年3か月余りの1953年（昭和28年）2月に、中央東線運用から撤退した。

## 1953年車両形式称号規程改正による変更と更新修繕II
1953年6月1日に施行されたこの車両形式称号規程改正により、車体長17m級の電車は、形式10 - 29に設定されたため、本系列に属するモハ30形、サハ36形、クハ38形は、その時点で残存していた全車が改番の対象となった。
この改番により、車体長17m級3扉ロングシートの電車はその出自に関わりなく、中間電動車はモハ10形（2代）、片運転台の制御電動車はモハ11形、両運転台の制御電動車はモハ12形（改番時点で本系列には存在せず）、制御車はクハ16形、付随車はサハ17形に統合された。ただし、番台による区分が設けられ、他系列の車両と区別された。区分の詳細については、各形式の節で記述する。

### モハ10形

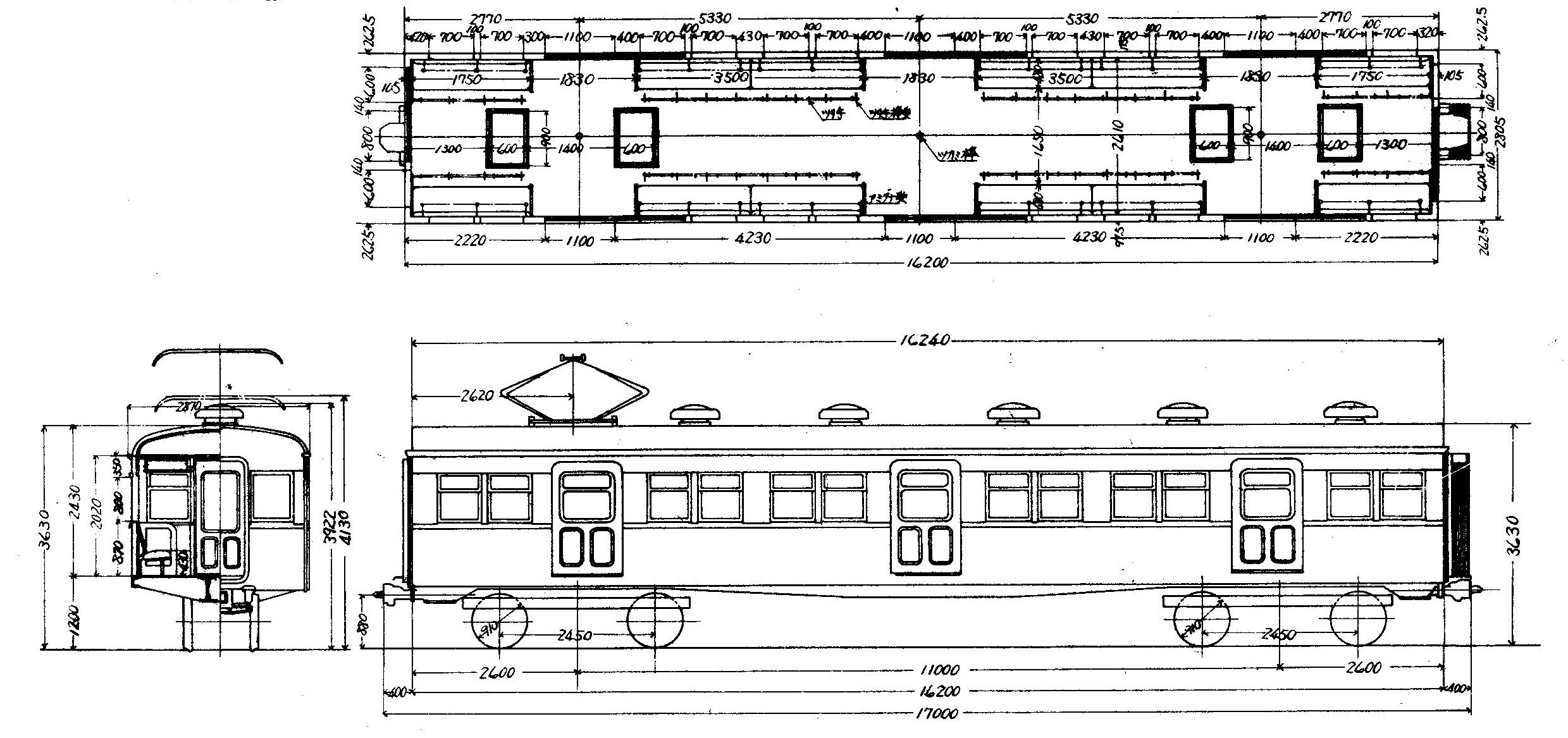
モハ10形形式図

モハ10形は、モハ30形の運転台を撤去し、中間電動車化した車両に与えられた形式で、1951年に中央線向けに改造された6両の他、更新修繕II併施で28両が改造され、計34両が本形式となった。そのため、後述の形式のようなモニター屋根車は存在せず、全車が丸屋根であり、また、他系列からの編入車も存在しない。なお、この改番に先だち、1953年2月から更新修繕II併施による、中間電動車化および丸屋根化を実施した車が落成しているが、これらは、改番を先取りする形で改正後の新形式番号を付けて就役している。また、改番後の改造落成車は、一旦モハ11形に編入された後に、本形式となっている。
番台は、1926年度、1927年度製のDT10形台車を履くものを10000から、1928年製のDT11形台車を履くものを10050から付番するように細分し、前者は10000 - 10018（19両）、後者は10050 - 10064（15両）とされている。番号の新旧対照は、次のとおり。
- 30500 → 10000 改番
- 30501 → 10001 改番
- 30502 → 10002 改番

- 30055 → 10003 OY
- 30068 → 10004 OY
- 30081 → 10005 OY
- 30089 → 10006 OY
- 30091 → 10007 OY
- 30119 → 10008 OY
- 30122 → 10009 OY
- 30128 → 10010 OY
- 30143 → 10011 OY

- 11020 → 10012 TK
- 11029 → 10013 TK
- 11044 → 10014 TK
- 11050 → 10015 TK
- 11047 → 10016 TK
- 11030 → 10017 TK
- 11025 → 10018 TK

- 30504 → 10050 改番
- 30506 → 10051 改番
- 30508 → 10052 改番

- 30158 → 10053 OY
- 30159 → 10054 OY
- 30164 → 10055 OY
- 30177 → 10056 OY
- 30183 → 10057 OY
- 30195 → 10058 OY
- 30197 → 10059 OY
- 30203 → 10060 OY
- 30204 → 10061 OY

- 11080 → 10062 TK
- 11074 → 10063 TK
- 11071 → 10064 TK

### モハ11形

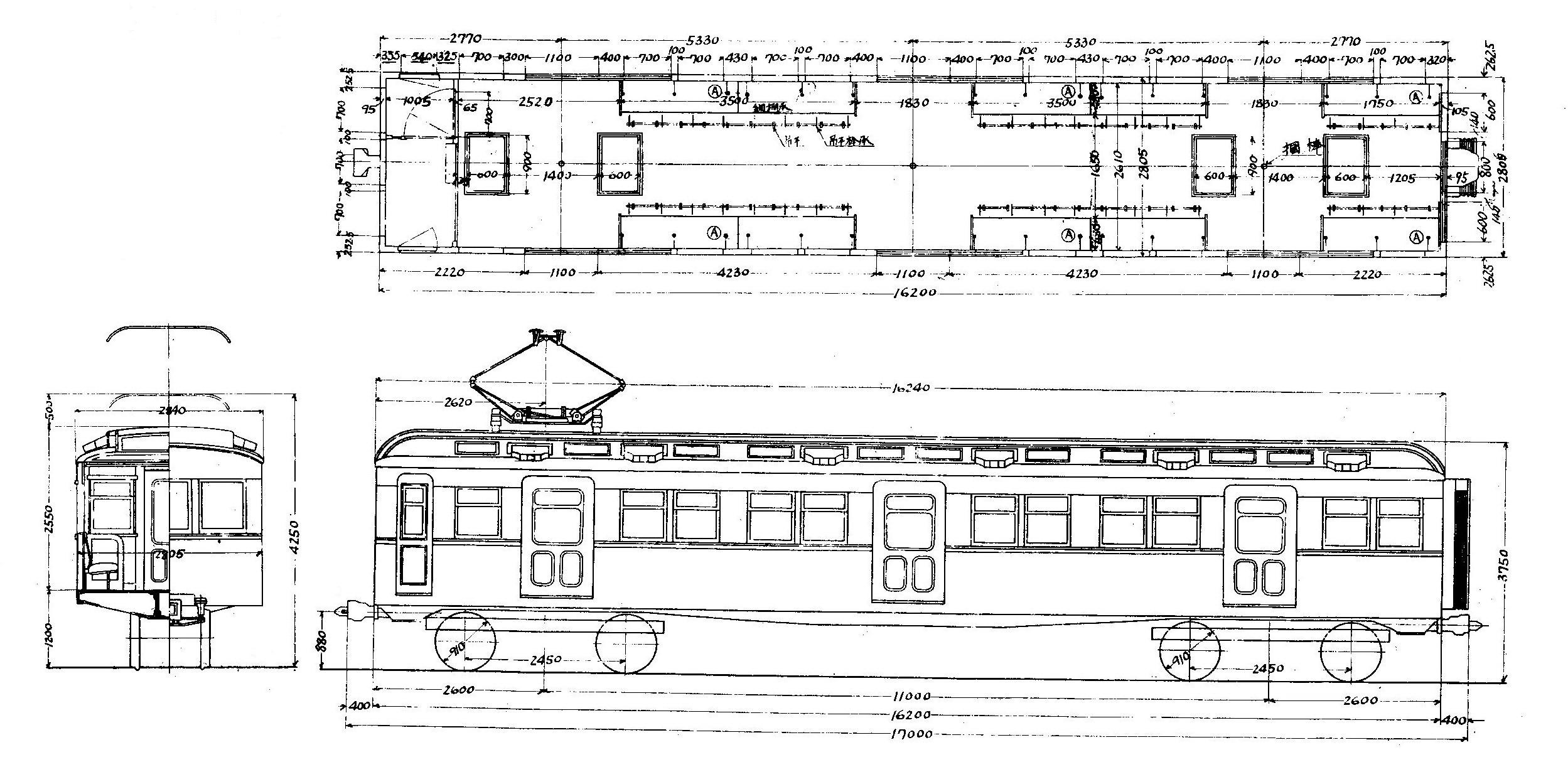
モハ11形0番台形式図

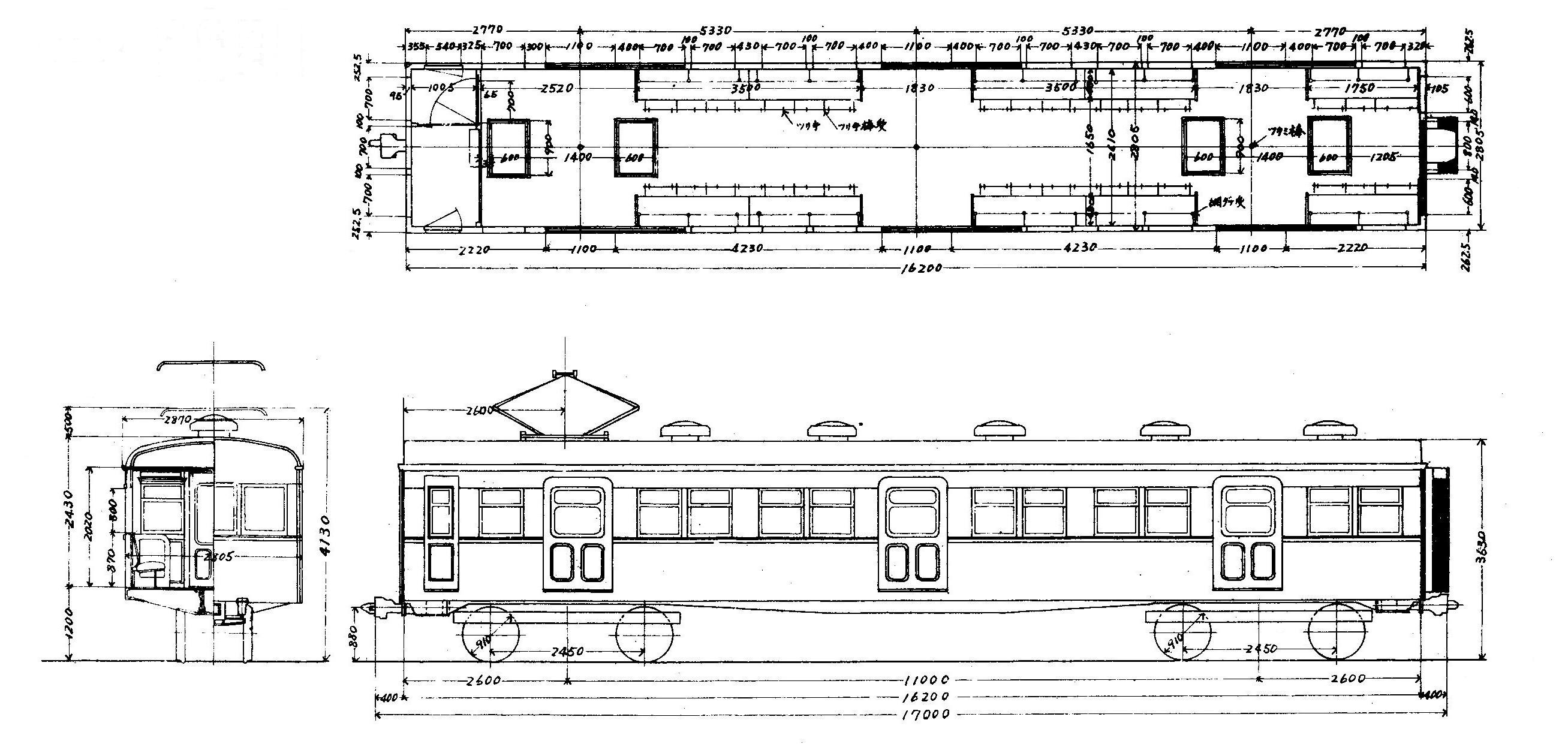
モハ11形100番台形式図

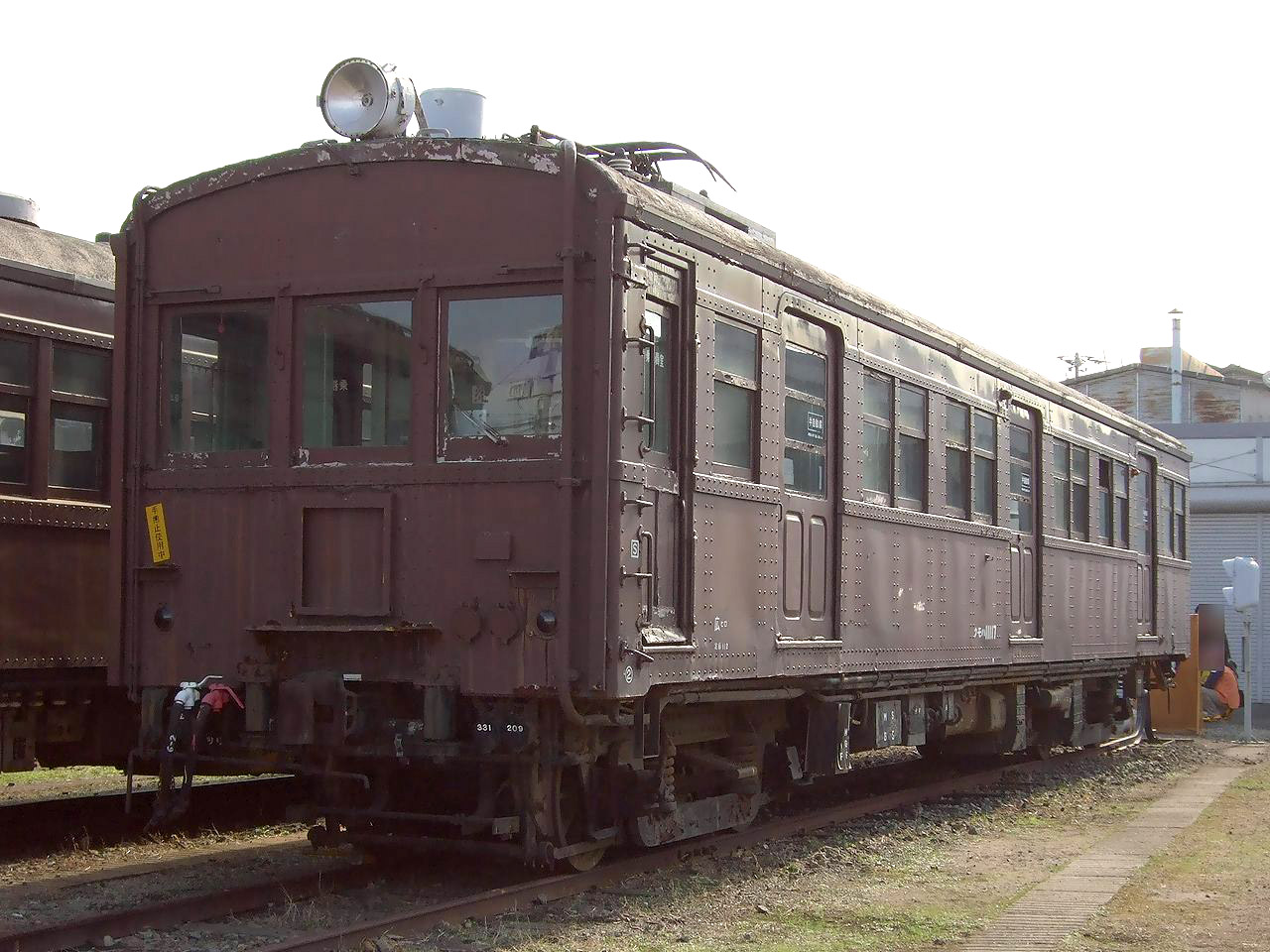
下関総合車両所に保管されていたクモハ11117

モハ11形は、車体長17m級3扉ロングシート片運転台の制御電動車に与えられた形式で、モハ30形の他、モハ31形、モハ33形、モハ50形がモハ11形に統合されている。旧モハ30形は、屋根の形状と台車の違いにより番台が区分され、二重屋根のもののうち、1926年度、1927年度製のDT10形台車を履くものを11000から、1928年製のDT11形台車を履くものを11070から付番し、丸屋根車は同様に11100、11150から付番された。モハ10形とは異なり、改番前落成車については旧番のまま落成しており、改正施行期日の6月1日をもって新番号に改められた。
改番時点でモハ11形となったのは計73両で、番台区分ごとの両数は54両（11000 - 11047, 11050 - 11060（偶数））、14両（11070 - 11082, 11084）、4両（11100 - 11102, 11104）、1両（11150）である。
改番時点での新旧番号の対照は次のとおりである。
- 30004 → 11000
- 30003 → 11001
- 30010 → 11002
- 30013 → 11003
- 30012 → 11004
- 30027 → 11005
- 30014 → 11006
- 30029 → 11007
- 30018 → 11008
- 30039 → 11009
- 30020 → 11010
- 30047 → 11011
- 30026 → 11012
- 30049 → 11013
- 30032 → 11014
- 30059 → 11015
- 30038 → 11016
- 30075 → 11017
- 30048 → 11018
- 30085 → 11019

- 30054 → 11020
- 30087 → 11021
- 30056 → 11022
- 30101 → 11023
- 30058 → 11024
- 30103 → 11025
- 30060 → 11026
- 30109 → 11027
- 30078 → 11028
- 30113 → 11029
- 30082 → 11030
- 30115 → 11031
- 30086 → 11032
- 30117 → 11033
- 30088 → 11034
- 30123 → 11035
- 30098 → 11036
- 30125 → 11037
- 30100 → 11038
- 30135 → 11039

- 30102 → 11040
- 30139 → 11041
- 30104 → 11042
- 30145 → 11043
- 30112 → 11044
- 30147 → 11045
- 30120 → 11046
- 30131 → 11047
- 30132 → 11050
- 30134 → 11052
- 30144 → 11054
- 30146 → 11056
- 30148 → 11058
- 30150 → 11060

- 30156 → 11070
- 30153 → 11071
- 30170 → 11072
- 30155 → 11073
- 30174 → 11074
- 30169 → 11075
- 30176 → 11076
- 30185 → 11077
- 30186 → 11078
- 30189 → 11079
- 30192 → 11080
- 30199 → 11081
- 30194 → 11082
- 30202 → 11084

- 30300 → 11100
- 30099 → 11101 MO
- 30040 → 11102 MO
- 30062 → 11104 HB
- 30160 → 11150 MO

改番後も更新修繕IIは継続され、修繕終了（屋根形状の変更。一部は中間電動車化）とともに改番が実施されたため、新旧番号の間に関連性はなくなっている。更新修繕は、1953年から1956年にかけて実施され、100番台39両（11101 - 11138, 11140）、150番台10両（11150 - 11154, 11157 - 11159, 11161）の計49両（それ以前の改造車を含めて50両）に対して実施された。本番台にならなかったものは、一部がモハ10形およびモハ14形（前述）に改造された他は1959年3月までに廃車された。
番号の新旧対照は次のとおりである（ただし、1953年6月の改番以降に改造されたもののみを記す）。新車号の後に改造工場を併記した（HB：幡生工場、MO：盛岡工場、OY：大井工場、TK：豊川分工場、NN：長野工場、日支：日本車輌製造東京支店、汽車：汽車製造、東急：東急車輛製造）。盛岡工場での施行車は仙台鉄道管理局（仙石線）、長野工場での施行車は長野鉄道管理局管内（大糸線）、幡生工場での施行車は広島鉄道管理局（可部線、宇部線、小野田線）へそのまま配置されている。
- 11013 → 11103 HB
- 11021 → 11105 HB
- 11032 → 11106 MO
- 11041 → 11107 HB
- 11040 → 11108 OY
- 11043 → 11109 HB
- 11006 → 11110 OY
- 11045 → 11111 HB
- 11026 → 11112 TK
- 11011 → 11113 OY
- 11004 → 11114 TK
- 11015 → 11115 MO

- 11022 → 11116 TK
- 11035 → 11117 NN
- 11042 → 11118 MO
- 11023 → 11119 HB
- 11016 → 11120 NN
- 11009 → 11121 HB
- 11058 → 11122 NN
- 11017 → 11123 HB
- 11018 → 11124 日支
- 11024 → 11125 HB
- 11046 → 11126 日支
- 11033 → 11127 HB

- 11056 → 11128 汽車
- 11037 → 11129 NN
- 11060 → 11130 汽車
- 11039 → 11131 日支
- 11036 → 11132 汽車
- 11003 → 11133 HB
- 11010 → 11134 東急
- 11031 → 11135 HB
- 11028 → 11136 東急
- 11007 → 11137 NN
- 11038 → 11138 NN
- 11034 → 11140 MO

- 11081 → 11151 HB
- 11072 → 11152 TK
- 11073 → 11153 HB
- 11076 → 11154 NN
- 11070 → 11156 HB
- 11077 → 11157 日支
- 11082 → 11158 東急
- 11079 → 11159 汽車
- 11075 → 11161 東急

### クハ16形

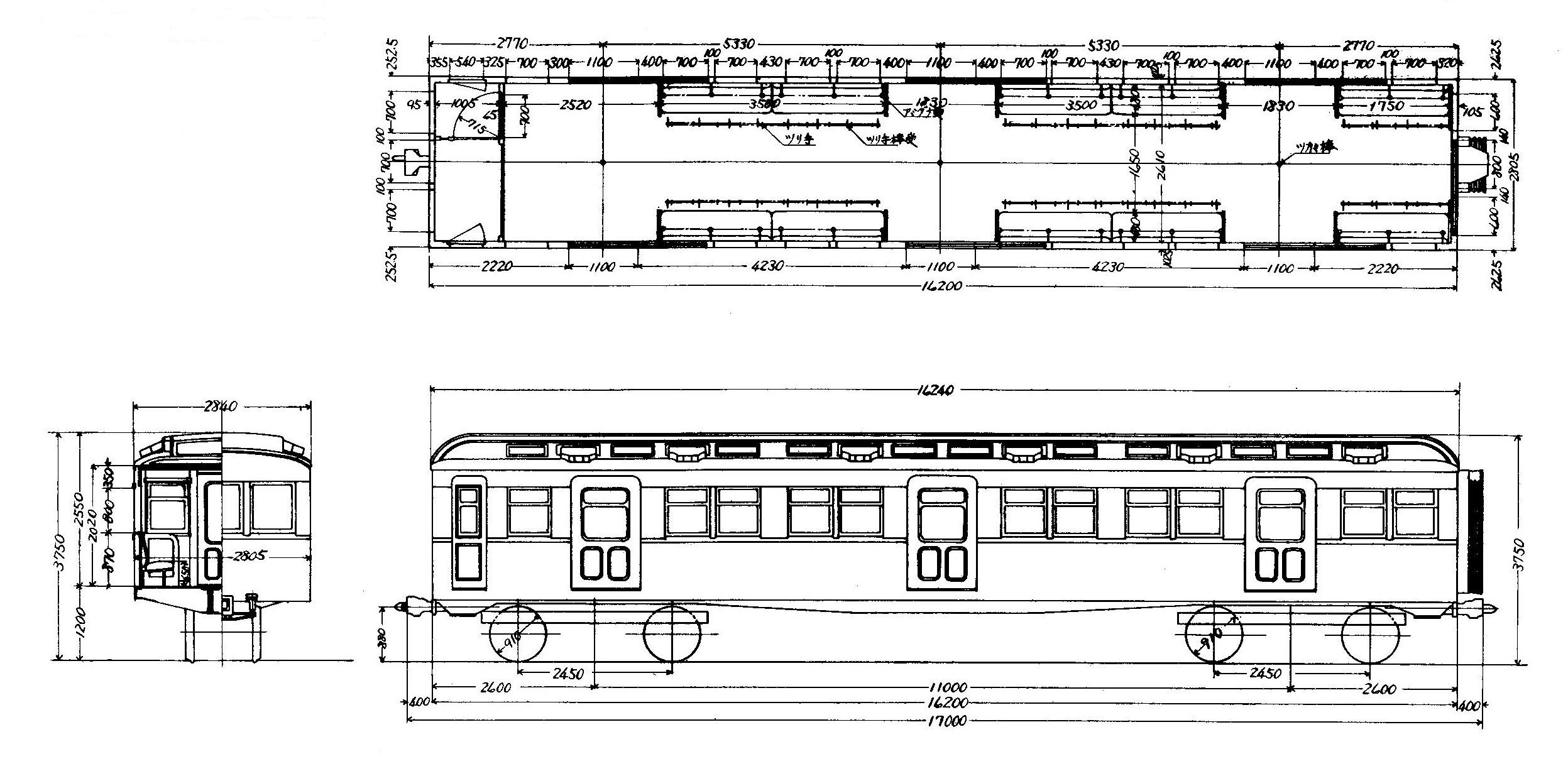
クハ16形100番台形式図

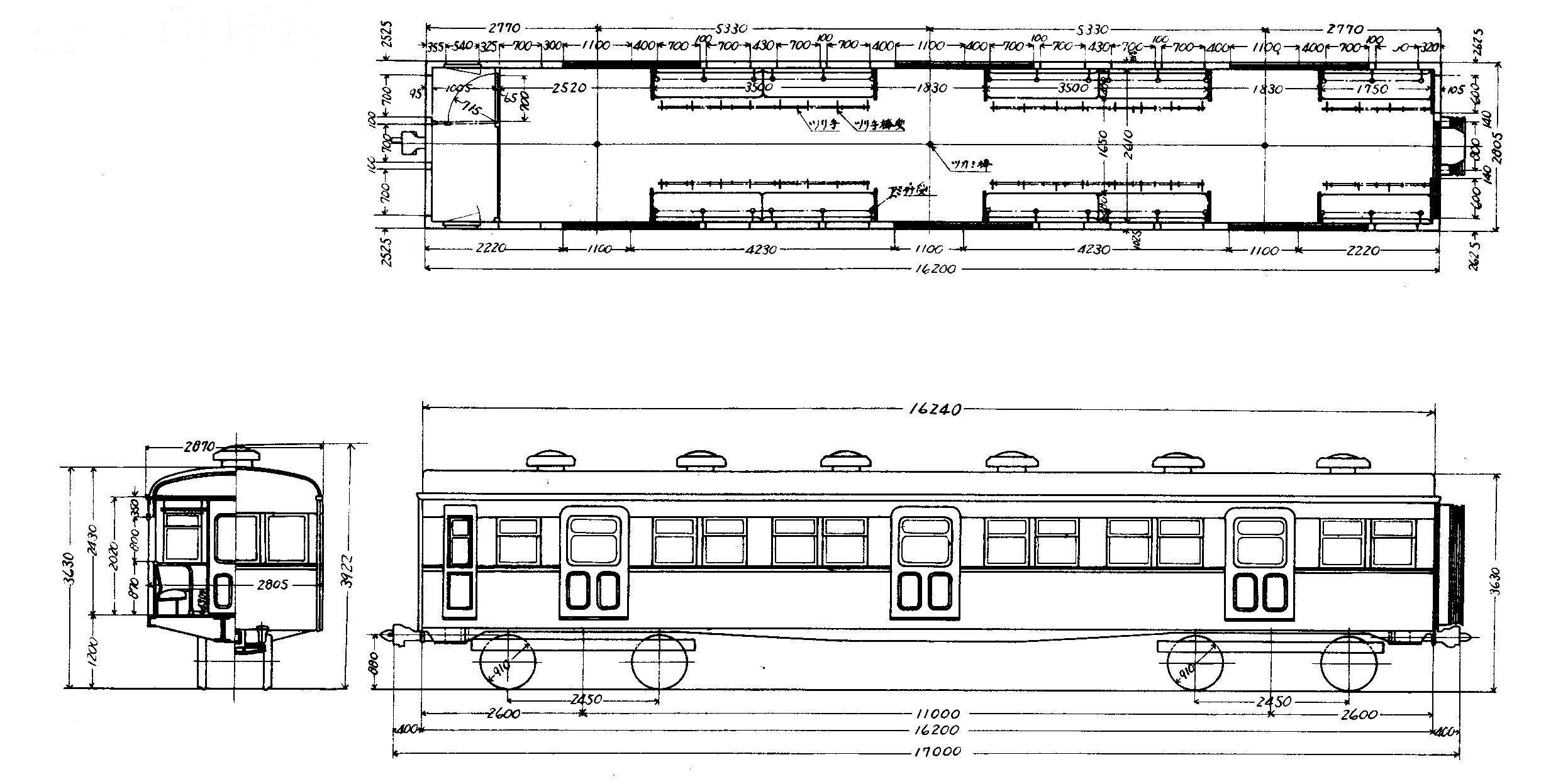
クハ16形200番台形式図

クハ16形は、車体長17m級3扉ロングシート片運転台の制御車に与えられた形式で、クハ38形とクハ65形がクハ16形に統合されている。本系列に属するのは、モハ30形を電装解除したクハ38形50番台である。
屋根の形状と台車の違いにより番台が区分され、二重屋根のもののうち、1926年度、1927年度製のDT10形台車を履くものを16100から、1928年製のDT11形台車を履くものを16150から付番し、丸屋根車は同様に16200、16250から付番された。改番前落成車については旧番のまま落成しており、改正施行期日の6月1日をもって新番号に改められた。この時点で旧30系のクハ16形は55両（100番台33両、150番台15両、200番台5両、250番台2両）が存在していた。
改番時点での新旧番号の対照は次のとおりである。
- 38050 → 16100
- 38051 → 16101
- 38052 → 16102
- 38053 → 16103
- 38054 → 16104
- 38055 → 16105
- 38056 → 16106
- 38061 → 16107
- 38060 → 16108
- 38063 → 16109
- 38062 → 16110
- 38065 → 16111
- 38064 → 16112
- 38067 → 16113
- 38066 → 16114

- 38069 → 16115
- 38072 → 16116
- 38073 → 16117
- 38074 → 16118
- 38077 → 16119
- 38076 → 16120
- 38079 → 16121
- 38082 → 16122
- 38081 → 16123
- 38084 → 16124
- 38083 → 16125
- 38086 → 16126
- 38088 → 16128
- 38090 → 16130
- 38092 → 16132

- 38096 → 16134
- 38098 → 16136
- 38100 → 16138

- 38102 → 16150
- 38085 → 16151
- 38104 → 16152
- 38087 → 16153
- 38106 → 16154
- 38108 → 16156
- 38091 → 16157
- 38110 → 16158
- 38093 → 16159
- 38112 → 16160
- 38097 → 16161

- 38114 → 16162
- 38099 → 16163
- 38116 → 16164
- 38120 → 16166

- 38070 → 16200
- 38071 → 16201
- 38078 → 16202
- 38089 → 16203
- 38080 → 16204 MO
- 38118 → 16250 MO
- 38095 → 16251 HB

その後は、更新修繕IIと併施で丸屋根化が実施され、44両が200番台に改番された。丸屋根化されなかったものは、1959年までにすべて廃車された。
- 16123 → 16205 HB
- 16120 → 16206 HB
- 16105 → 16207 MO
- 16132 → 16208 NN
- 16117 → 16209 NN
- 16104 → 16210 汽車
- 16107 → 16211 日支
- 16114 → 16212 汽車
- 16115 → 16213 日支
- 16128 → 16214 東急

- 16109 → 16215 汽車
- 16124 → 16216 東急
- 16125 → 16217 汽車
- 16126 → 16218 東急
- 16111 → 16219 東急
- 16134 → 16220 OM
- 16119 → 16221 TK
- 16138 → 16222 OM
- 16113 → 16223 HB
- 16108 → 16224 HB

- 16103 → 16225 日支
- 16130 → 16226 OM
- 16101 → 16227 MO
- 16110 → 16228 NN
- 16112 → 16230 東急
- 16122 → 16232 東急
- 16136 → 16234 東急

- 16164 → 16252 HB
- 16166 → 16254 HB
- 16157 → 16255 日支
- 16158 → 16256 日支
- 16151 → 16257 TK
- 16154 → 16258 日支
- 16153 → 16259 日支
- 16150 → 16260 東急
- 16152 → 16262 東急
- 16162 → 16264 東急

### サハ17形

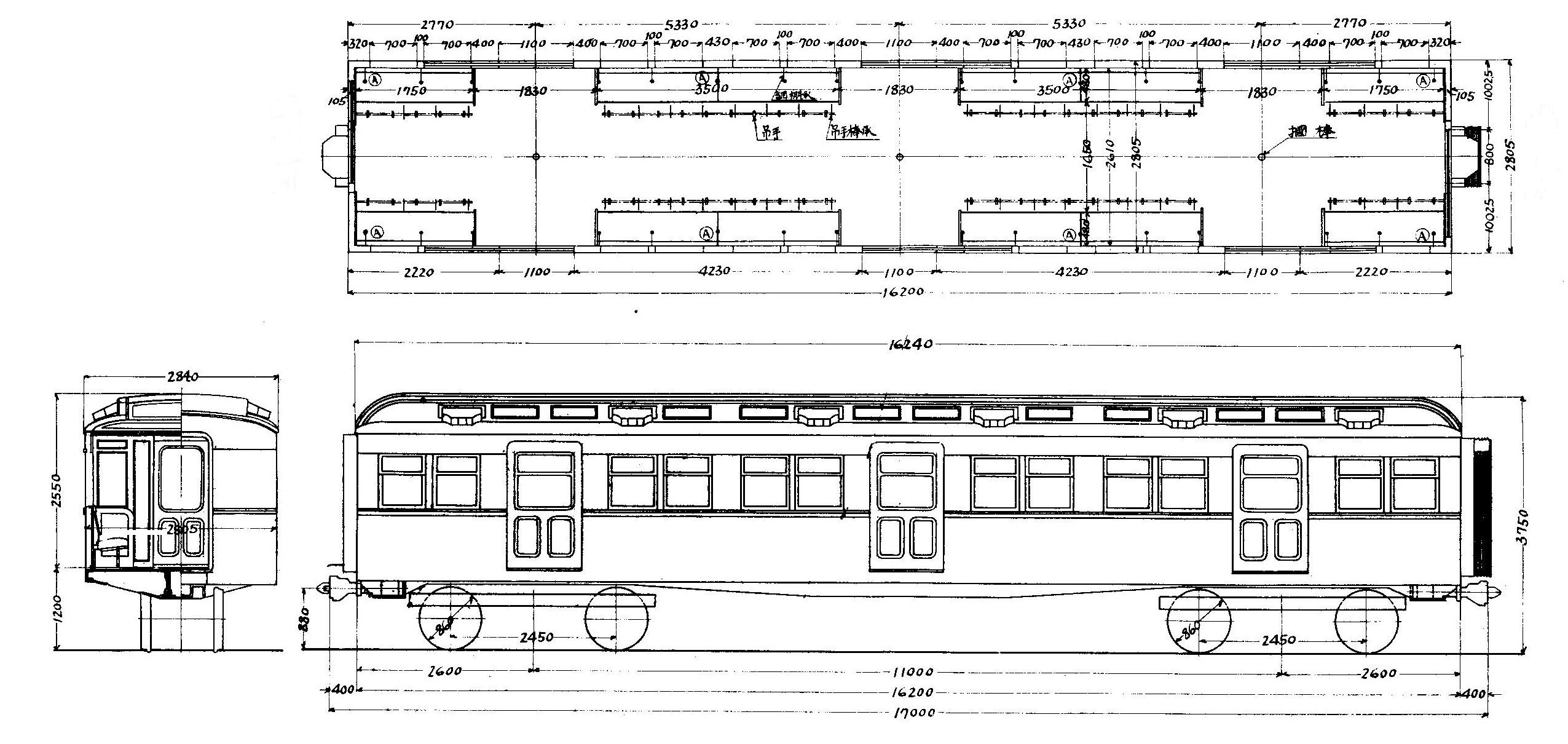
サハ17形0番台（旧サハ36形）形式図

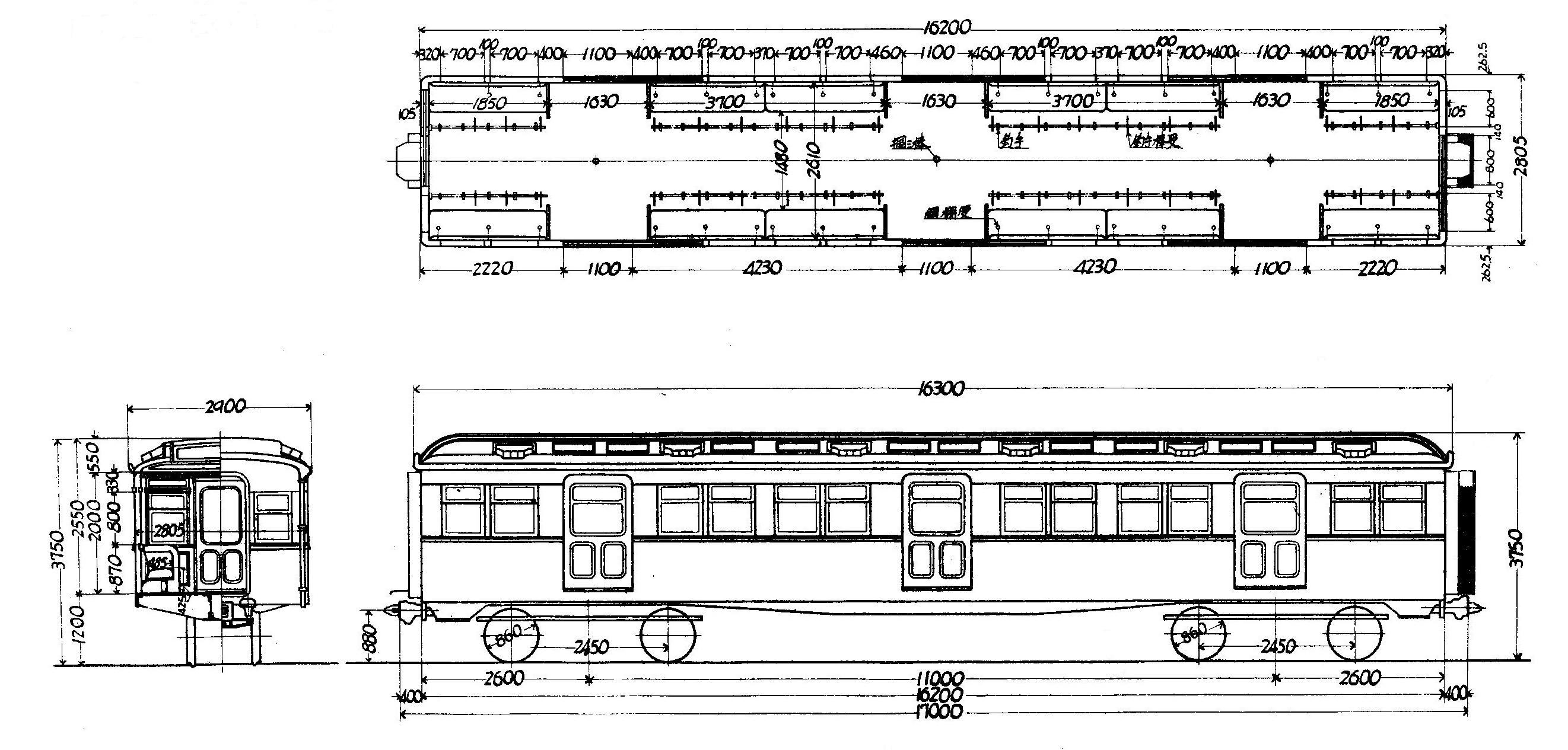
サハ17形0番台（旧サロ35形）形式図

サハ17形は、車体長17m級3扉ロングシートの付随車に与えられた形式で、サハ36形、サハ39形およびサハ75形がサハ17形に統合されている。本系列に属するのは、サハ36形である。
1953年の改番時点で在籍していたサハ36形は28両で、17000から付番された。その他にヤサハ36形が3両あったが、こちらは事業用の配給車サル9400形となった。末尾の4両は旧サロ35形であるが、台車の異なる1928年製の4両は、この時点までにすべて廃車されており、他形式のような台車の相違による番台区分はされなかった。
1955年（昭和30年）度中に全車が大宮工場で更新修繕IIと併施で丸屋根化を施行され、100番台に改番された。番号の新旧対照は、次のとおりである。
- 36001 → 17000 → 17100
- 36002 → 17001 → 17101
- 36004 → 17002 → 17102
- 36011 → 17003 → 17103
- 36013 → 17004 → 17104
- 36016 → 17005 → 17105
- 36022 → 17006 → 17106
- 36023 → 17007 → 17107
- 36025 → 17008 → 17108
- 36027 → 17009 → 17109

- 36028 → 17010 → 17110
- 36029 → 17011 → 17111
- 36030 → 17012 → 17112
- 36031 → 17013 → 17113
- 36032 → 17014 → 17114
- 36033 → 17015 → 17115
- 36034 → 17016 → 17116
- 36035 → 17017 → 17117
- 36036 → 17018 → 17118
- 36037 → 17019 → 17119

- 36038 → 17020 → 17120
- 36039 → 17021 → 17121
- 36040 → 17022 → 17122
- 36041 → 17023 → 17123
- 36043 → 17024 → 17124
- 36044 → 17025 → 17125
- 36046 → 17026 → 17126
- 36047 → 17027 → 17127

## その後の状況
長く東京圏の通勤輸送を支えた本系列であるが、戦後の輸送量の増大による車体長20m級電車の増備や老朽化によって、1951年以降、地方に転ずるものが多くなった。主な転用先は電化買収線区で、仙石線、大糸線、身延線、飯田線、福塩線、可部線、宇部線、小野田線などである。東京圏に残ったものも、京浜線や山手線からは1960年代前半には退き、青梅線や南武線、鶴見線などの周辺線区に移っている。地方に移ったものも、1970年代前半までには、大都市圏への新性能電車投入によって余剰となった車体長20m級旧形電車に置き換えられて姿を消していった。一般営業用に残った最後のものは、1980年11月まで使用された南武支線である。
地方線区への転用にあたり、長大編成を前提としたモハ10形、サハ17形は1960年代中盤頃にはすべて姿を消し、モハ11形、クハ16形についても、1970年代前半にはほぼ淘汰されている。これらの一部は事業用に転用され、配給車、救援車、牽引車に改造されている。これらは、後継車の登場する1980年代まで使われたが、1987年（昭和62年）の国鉄分割民営化に際しては、牽引車に改造されていた1両がイベント用として旅客用車に復帰し、東海旅客鉄道（JR東海）に引き継がれたのが唯一例である。

### 配給車への改造
老朽化の進行していた木造のモル4100形の代替として、1958年から改造が行なわれたもので、大型部品の運搬の便を図るため、車体の後半部は無蓋構造とされ、あおり戸が設けられた。運転台直後の車体の3分の1は、小物部品の運搬のため有蓋構造のまま残されている。
1958年度の改造は、大宮工場でモハ11形5両、クハ16形3両に対して行なわれ、改造後はそれぞれモル4500形、クル9500形となった。これらは1959年6月の改番で、クモル24形、クル29形に改められている。その後も、増備は進められ、1969年までに両運転台形のクモル23形に2両、片運転台形電動車のクモル24形に5両、制御車のクル29形に3両が改造されている。
番号の新旧対照は、次のとおりである。
- 11134 → 4500 OM → クモル24000
- 11161 → 4501 OM → クモル24001
- 11158 → 4502 OM → クモル24002
- 11159 → 4503 OM → クモル24003
- 11130 → 4504 OM → クモル24004

- 16258 → 9500 OM → クル29000
- 16213 → 9501 OM → クル29001
- 16256 → 9502 OM → クル29002

- クモハ11157 → クモル23001 OY（1963年）
- クモハ11132 → クモル23002 ST（1963年）

- クモハ11101 → クモル24005 OY（1967年）
- クモハ11118 → クモル24006 OY（1967年）
- クモハ11154 → クモル24007 OY（1967年）
- クモハ11128 → クモル24010 ST（1968年）
- クモハ11127 → クモル24011 KY（1969年）

- クハ16264 → クル29003 ST（1965年）
- サハ17110 → クル29004 OY（1965年）
- サハ17109 → クル29005 OY（1965年）

### 1959年形式称号規程改正による変化
1959年6月、新性能電車を分離する形式称号規程改正が行なわれ、その際、中間電動車と制御電動車が分離されて、制御電動車に新記号「クモ」が制定されたのにともない、モハ11形はクモハ11形に改められた。また、従来形式は数字のみであったが、この改正により記号と数字を合わせて形式とするよう変更されている。
同時に、鋼製事業用車は従来の雑形形式から制式形式に移され、モル4500形、クル9500形、サル9400形は、それぞれクモル24形、クル29形、サル28形に改められている。

### クハニ19形の制定
クハ16形の一部には、仙石線および飯田線用として1951年頃から運転台直後の客室を仕切って荷物室とした車両があったが、1959年12月にこれらをクハニ19形に改め、区別をした。これによって、14両が本形式となったが、30系に属するのは8両である。番号の新旧対照は、次のとおりである。
- クハ16202 → クハニ19000（荷物室設置 1951年4月 MO、便所取付 1958年12月 MO）
- クハ16207 → クハニ19001（荷物室設置 1954年10月 MO、便所取付 1958年3月 MO）
- クハ16204 → クハニ19002（荷物室設置 1951年4月 MO、便所取付 1958年3月 MO）
- クハ16217 → クハニ19003（荷物室設置 1959年1月 汽車）
- クハ16250 → クハニ19004（荷物室設置 1951年7月 MO）
- クハ16221 → クハニ19005（荷物室設置 1958年10月 TK、便所取付 1956年11月 TK）
- クハ16227 → クハニ19007（荷物室設置 1953年7月 MO、便所取付 1959年3月 MO）
- クハ16257 → クハニ19009（荷物室設置 1958年12月 TK、便所取付 1957年3月 MO）

### クモハ11形を両運転台に改造
1960年、福塩線で早朝夜間の単行運転用として、幡生工場でクモハ11153の後位に運転台を増設したもので、改造後はクモハ12形に編入され、クモハ12040に改番された。増設側の運転台は全室式であるが、貫通扉は引戸のまま残されている。
本車は、岡山電車区を経て1972年に陸前原ノ町電車区に転属し、事業用車代用（構内入換用）となり、1982年に廃車となった。

### 仙石線配属車の貫通化
仙石線では1960年代後半より合理化に伴う各駅無人化が進められる一方で、通勤時輸送力の増強も課題となり、陸前原ノ町以遠の複線化に着手していた。当面の対策として連結両数の増強が行われ、MT2連組成による4連運転が常態化しており、車掌業務の便と乗車効率の平均化を図るため、1963年度より旧30・31系の前面貫通扉と幌枠の設置工事がおこなわれた。
旧30系ではクモハ11101, 11102, 11106, 11108, 11112, 11115, 11118, 11140, 11150, クハニ19000, 19001, 19002, 19004, 19007が対象で、1965年度までに順次施工されたが、うち11101, 11108, 11118, 11140については72系の転入が決まったことから、未施工のまま廃車されている。

### 牽引車への改造
東京圏の通勤線区から、17m車が撤退するのにともない、車両基地内での入換や本線上での試運転や回送に使用するため、牽引車に改造したものである。この頃には、新性能電車が各区に配置されるようになっており、電動車は運転台のないのが基本であり、また、制御車は動力を持たない付随車であることが多いなど、これら新性能車用の牽引車が求められていたものである。クモハ11形の後位に運転台を取付けたものが1962年に1両、運転台がないことから地方での短編成運用に適さないモハ10形に運転台を取付けたものが、1963年から1966年にかけて9両が製作され、クモヤ22形に編入の上それぞれ100番台、110番台に付番された。
両者とも両側に運転台を設置し、新性能車を制御できる機能を追加しているが、車体は運転台部分以外は種車のままである。前面は切妻の貫通型で、幕板部に前照灯を埋め込んでいる。これらは、1980年代まで使用されたが、国鉄分割民営化を前に、イベント用に改造された1両を除いて、すべて廃車された。番号の新旧対照は、次のとおりである。
- クモハ11113 → クモヤ22100 OY（1962年）
- モハ10014 → クモヤ22110 OF（1963年）
- モハ10015 → クモヤ22111 OF（1964年）
- モハ10016 → クモヤ22112 HM（1964年） → クモハ12041 HM（1987年）
- モハ10017 → クモヤ22113 HM（1964年）

- モハ10000 → クモヤ22114 OF（1965年）
- モハ10001 → クモヤ22115 OF（1965年）
- モハ10006 → クモヤ22116 HM（1965年）
- モハ10010 → クモヤ22117 HM（1966年）
- モハ10053 → クモヤ22118 HM（1966年）

### 救援車への改造

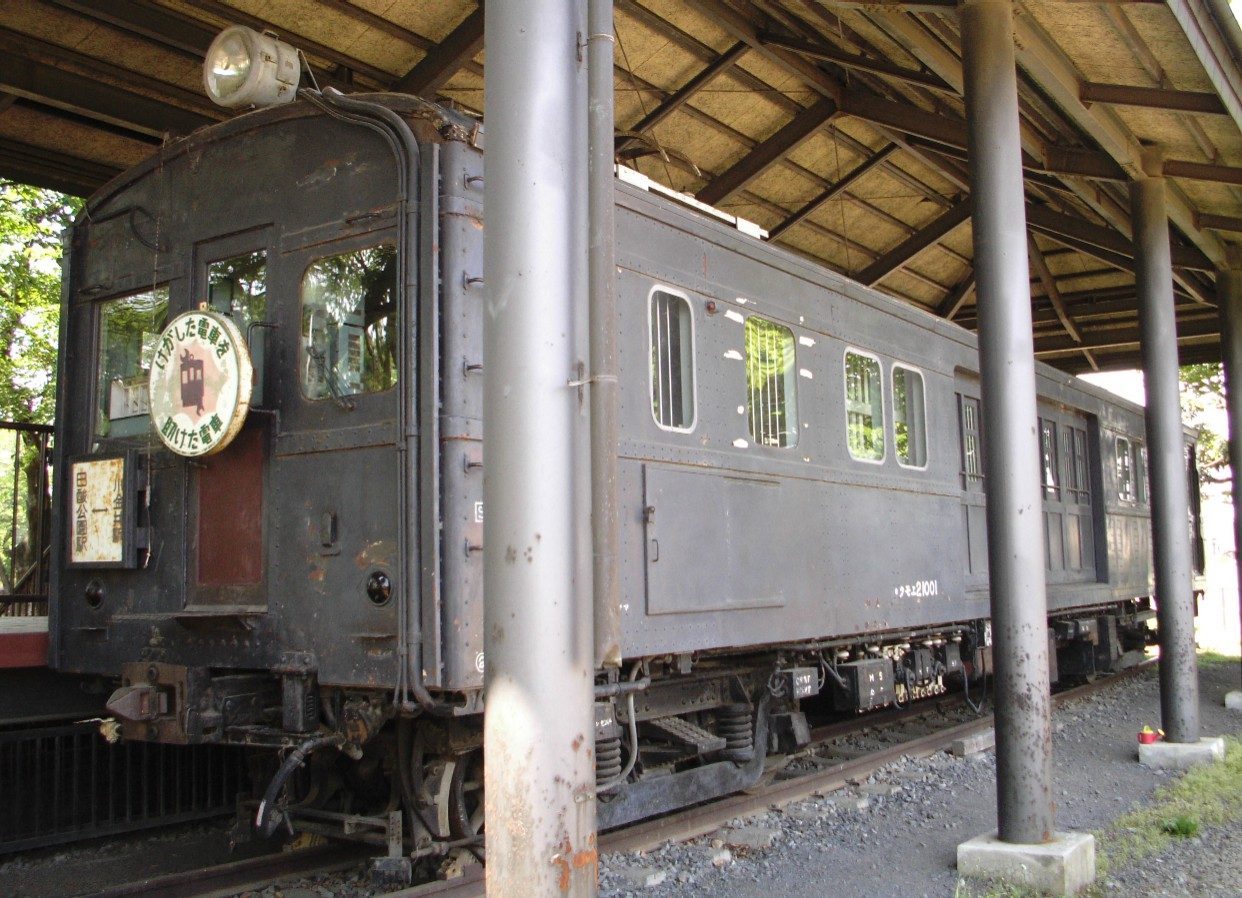
クモエ21001 正面は仙石線貫通化の名残

1963年から1967年にかけて、クモハ11形5両、サハ17形1両が救援車に改造された。これらは、車体中央部に幅広の扉を設け、両運転台に改造されたのは共通であるが、配置区所の事情に応じて細部の仕様は異なっている。改造後は、それぞれクモエ21形、クエ28形に改められている。1986年までに全車が廃車された。番号の新旧対照は、次のとおりである。
- クモハ11114 → クモエ21000 OY（1963年）
- クモハ11106 → クモエ21001 MO（1967年）
- クモハ11112 → クモエ21002 MO（1967年）
- クモハ11150 → クモエ21003 HB（1966年）
- クモハ11126 → クモエ21005 HB（1968年）
- サハ17122 → クエ28100 HM（1964年）

### クモヤ22形をイベント用に改造

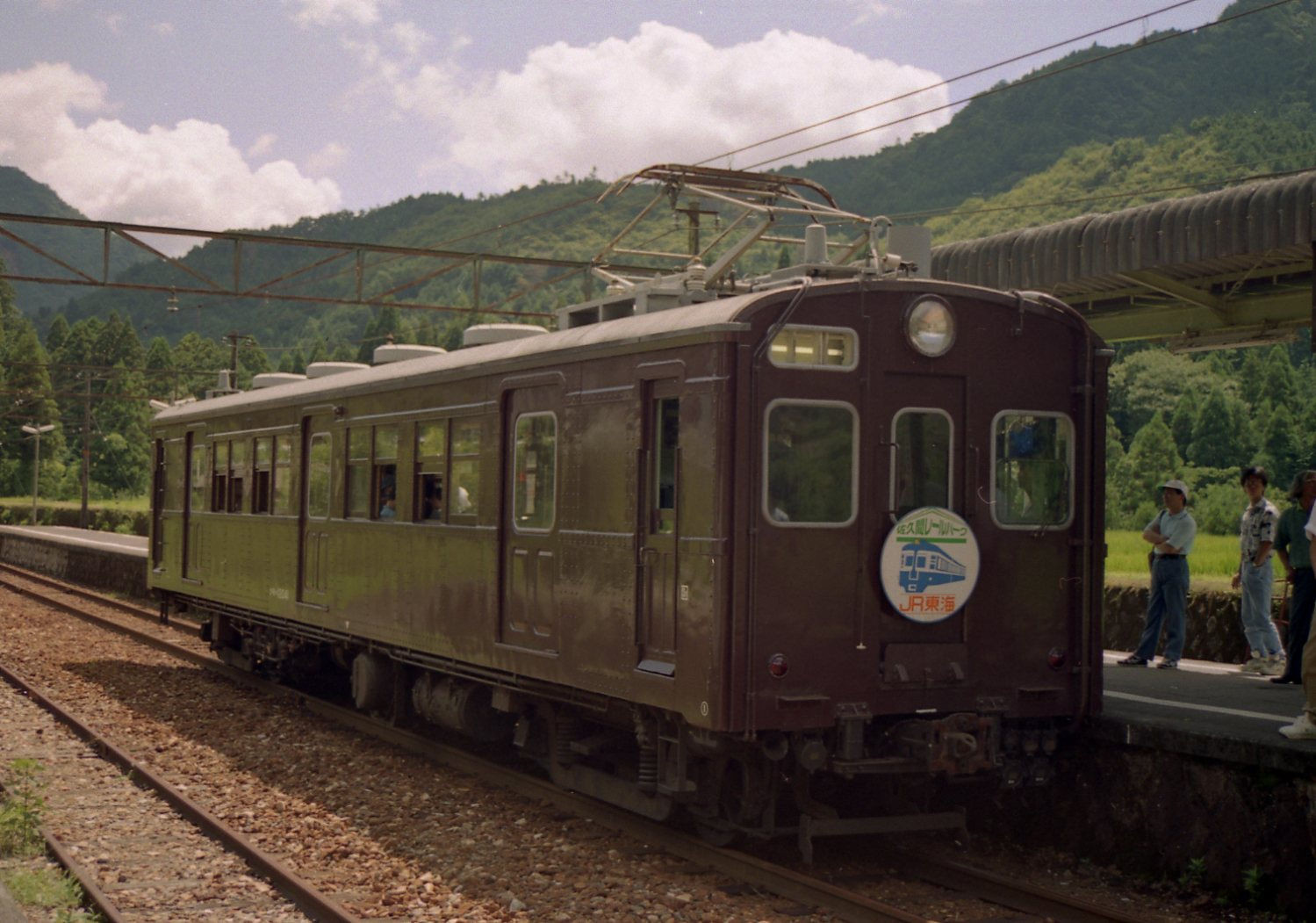
クモハ12041

1987年、クモヤ22形1両（クモヤ22112）をイベント用として使用するために、旅客用に改造したものである。落成日は3月31日で、国鉄最後の改造落成車である。番号は、前述のクモハ12040に続くクモハ12041と付番された。外観上は、クモヤ時代とほとんど変わりはなく、扉の一部
自動化（一部扉は閉鎖）や吊革の再設置を行なった程度である。民営化後は、JR東海に引き継がれ、所期の予定どおり、飯田線のイベント列車「ゲタ電」号や、ロングシートであることから床面に畳を敷いて簡易お座敷車としても使用された。団体臨時列車としての販売定員は45名とされ、この時点で単独列車として運行出来るJR最小定員の車両であった（のちに三江線イベント用に簡易お座敷車化されたキハ120が記録を更新している）。
しかし、2000年（平成12年）12月17日に京福電気鉄道越前本線で発生した列車衝突事故により、ブレーキの多重系統化などの対策指示が国土交通省から出されたが、これに対応できない本車は使用を中止され、2002年（平成14年）2月28日付けで除籍された。

## 廃車
本節では、1953年改番以降の廃車について記す。
- 1958年（昭和33年）度
  - モハ11形 : 11000, 11008, 11052（静）, 11001, 11002, 11012, 11014, 11084（仙）, 11005, 11027, 11109（岡フチ）, 11054（広）
  - クハ16形 : 16100（長）, 16161（静）

- 1959年（昭和34年）度
  - クモハ11形 : 11103（岡フチ）
  - モハ10形 : 10003, 10004, 10005, 10012（東イケ）
  - クハ16形 : 16100, 16121, 16156, 16160（長キマ）, 16102, 16116, 16118, 16163（中ウヘ）, 16106（東テシ）
  - クハ18形 : 18010, 18011（静ママ）

- 1965年（昭和40年）度
  - クモハ11形 : 11105, 11119, 11121（中ウヘ）, 11120, 11124, 11138（長キマ）
  - クモハ14形 : 14110, 14111, 14114, 14116（静ママ）
  - クハ16形 : 16200, 16206, 16254（中ウヘ）, 16208（長キマ）
  - クハニ19形 : 19003（静ママ）

- 1966年（昭和41年）度
  - クモハ11形 : 11102, 11108, 11115, 11122, 11140（仙リハ）, 11129, 11137（長キマ）, 11151, 11156（中ウヘ）
  - クハ16形 : 16201, 16218, 16223, 16230（中ウヘ）, 16203, 16209, 16228（長キマ）
  - クハニ19形 : 19000, 19001, 19002, 19004, 19007（仙リハ）, 19005, 19009（静ママ）
  - サハ17形 : 17102, 17103, 17113, 17121（天オト）, 17116（仙リハ）

- 1967年（昭和42年）度
  - クモハ11形 : 11104, 11107（岡フチ）, 11110（東テシ）
  - モハ10形 : 10002, 10008, 10009, 10011, 10018, 10051, 10054, 10057, 10058, 10059, 10060, 10061, 10062, 10063, 10064（東ナハ）, 10055（東ヒナ）
  - クハ16形 : 16219（金トヤ一）, 16222（長キマ）
  - サハ17形 : 17100, 17101（東テシ）, 17104, 17112, 17118, 17120（東ナハ）

- 1968年（昭和43年）度
  - クモハ11形 : 11111（岡フチ）
  - モハ10形 : 10007, 10013, 10050, 10052, 10056（東ナハ）

- 1969年（昭和44年）度
  - クモハ11形 : 11125（中ウヘ）, 11131（岡フチ）
  - クハ16形 : 16232（西トタ）
  - サハ17形 : 17105, 17106, 17107, 17111, 17114, 17115, 17117, 17119（東ナハ）, 17108（東テシ）

- 1970年（昭和45年）度
  - クハ16形 : 16210, 16226（西オメ）, 16216, 16234（岡フチ）, 16225（広ウヘ）
  - クハ18形 : 18013（静チウ）, 18015（静ママ）

- 1971年（昭和46年）度
  - クモハ11形 : 11133, 11135（岡フチ）
  - クハ16形 : 16205（広ヒロ）, 16212（岡フチ）, 16214（西トタ）, 16220, 16251, 16252（広ウヘ）

- 1973年（昭和48年）度
  - クモハ11形 : 11100, 11116（南テシ）

- 1974年（昭和49年）度
  - クモハ11形 : 11136, 11152（南テシ）
  - クハ16形 : 16225, 16255（南テシ）
  - クモヤ22形 : 22100（南フナ）

- 1976年（昭和51年）度
  - クモハ11形 : 11117, 11123（広ヒロ）

- 1978年（昭和53年）度
  - クル29形 : 29003（大タツ）

- 1980年（昭和55年）度
  - クハ16形 : 16211, 16215（西ナハ）
  - クモヤ22形 : 22110（広セキ）, 22116（南シナ）, 22117（大タツ）
  - クモル23形 : 23001（南シナ）
  - クモル24形 : 24000, 24001, 24002, 24003, 24004, 24006, 24007, 24011（南シナ）
  - クル29形 : 29000, 29001, 29002, 29004, 29005（南シナ）

- 1981年（昭和56年）度
  - クモル23形 : 23002（大タツ）
  - クモル24形 : 24005, 24010（大タツ）

- 1982年（昭和57年）度
  - クモハ12形 : 12040（仙リハ）
  - クモエ21形 : 21005（高シマ）

- 1983年（昭和58年）度
  - クモエ21形 : 21002（西トタ）
  - クモヤ22形 : 22111（西ナハ）

- 1984年（昭和59年）度
  - クモエ21形 : 21000（南チタ）, 21003（広ヒロ）
  - クエ28形 : 28100（静トヨ）

- 1986年（昭和61年）度
  - クモエ21形 : 21001（北ヤマ）
  - クモヤ22形 : 22113（静トヨ）, 22114, 22115（南フナ）, 22118（名シン）

- 2001年（平成13年）度
  - クモハ12形 : 12041（静シス）

## 譲渡
本節では、1953年改番以降の譲渡車を掲げる。
- 11000 - 駿豆鉄道モハ46（1959年） → 廃車（1977年）
- 11002 - 相模鉄道モハ2017（1959年） → 廃車（1973年）
- 11008 - 相模鉄道モハ2019（1959年） → モニ2019（1975年）→ 廃車（2007年）
- 11014 - 相模鉄道モハ2018（1959年） → 廃車（1973年）
- 11052 - 相模鉄道モハ2020（1959年） → 廃車（1973年）
- 11054 - 相模鉄道モハ2022（1959年） → モニ2022（1975年） → 廃車
- 11084 - 相模鉄道モハ2021（1959年） → 伊豆箱根鉄道モハ163（1975年） → 廃車（1996年）
- 11109 - 相模鉄道モハ2024（1960年） → 伊豆箱根鉄道クハ187（1976年。クハ2510と車体振替） → 廃車（1996年）
- 16161 - 相模鉄道クハ2513（1960年） → 三岐鉄道モハ156（1974年） → 廃車（1988年）

- クモハ11103 - 相模鉄道モハ2023（1960年） → モニ2023 → 廃車（2007年）
- クモハ11124 - 弘南鉄道モハ1120（1967年） → 廃車（1988年）
- クハ16106 - 相模鉄道クハ2509（1960年） → 伊豆箱根鉄道クハ185（1975年） → 廃車（1996年）
- クハ16121 - 相模鉄道クハ2511（1960年） → クニ2511（1975年） → 日立電鉄クハ2504（1979年） → 廃車（1991年）
- クハ16156 - 相模鉄道クハ2510（1960年） → 伊豆箱根鉄道モハ165（1976年。モハ2024と車体振替） → コデ165（1997年）
- クハ16160 - 相模鉄道クハ2512（1960年） → 三岐鉄道モハ155（1974年） → 廃車（1988年）
- クハ16222 - 弘南鉄道クハ1610（1967年） → 廃車（1988年）
- クハ16259 - 上毛電気鉄道クハ771（1966年） → 廃車
- クハニ19003 - 伊豆箱根鉄道サハ83（1967年） → 廃車（1990年）
- クハニ19005 - 伊豆箱根鉄道クハ28（1967年） → クハ183（1971年） → 廃車（1984年）

## 保存
- クモエ21001 - 日酸公園（栃木県下野市） - 旧小山電車区配置の救援車
- クモハ12041 - リニア・鉄道館（愛知県名古屋市港区）[注釈 6]
- クモハ11117 - 西日本旅客鉄道下関総合車両所本所（山口県下関市） - 可部線で使用された車両。長年保存されていたが、2023年2月25日に解体された。[注釈 7]